# Antonio Sánchez Trigueros
Antonio Sánchez Trigueros (Málaga, 27 de marzo de 1943) es un profesor universitario, crítico literario y ensayista español. Sus estudios se centran en la historia de la literatura española finisecular y contemporánea, el estudio del teatro y la teoría de la literatura. Es miembro de la Academia de Buenas Letras de Granada, de la que es presidente de honor. 

## Trayectoria profesional
Doctor en Filología Románica por la Universidad de Granada, catedrático de Teoría de la Literatura y Literatura Comparada en dicha universidad y, actualmente, profesor emérito. Ha prestado servicios en la Universidad de Granada como director del Departamento de Lingüística General y Teoría de la Literatura, coordinador del programa de doctorado “Teoría de la Literatura y del Arte y Literatura Comparada”, director de Extensión Universitaria, del Aula de Teatro, de los Cursos de Extranjeros, así como director académico de la Universidad Antonio Machado de Baeza y vicerrector de la Universidad Internacional Menéndez Pelayo.
Entre sus actividades, sobresalen las relacionadas con el teatro. Ha sido director del Festival Internacional de Teatro de Granada (1983-1992) y dirigido proyectos de investigación relacionados con la proyección escénica del teatro de Federico García Lorca y con la constitución de una base de datos del teatro en Córdoba y Granada durante el franquismo, además de estar vinculado a la Fundación “José Martín Recuerda” y revistas de teatro.
Presidió tanto la Asociación Andaluza de Semiótica, entre 1991 y 1995 como la Asociación Española de Semiótica entre 1998 y 2002 y fue fundador junto al profesor Vázquez Medel de la Fundación “Francisco Ayala”, autor al que reivindicó como teórico y crítico literario junto al profesor Antonio Chicharro Chamorro mediante la convocatoria del Simposio “Francisco Ayala, teórico y crítico literario” en 1991 además de en otros congresos celebrados con posterioridad en Sevilla y Granada. Forma parte de los patronatos de las fundaciones “Rodríguez Acosta”, como vicepresidente, “Francisco Carvajal” y “José Martín Recuerda”.
Pertenece a la Asociación Española de Profesores de Teoría de la Literatura, a la Asociación Española de Semiótica y a la  Asociación Andaluza de Semiótica. También, a los consejos de redacción de las revistas Eutopías, Discurso, Tropelías, Teatro. Revista de Estudios Teatrales, Cauce, Signa, Jizo y Boletín de la Biblioteca Menéndez Pelayo.

## Reconocimientos
En marzo de 2015 recibió un homenaje por parte de la Universidad de Granada en el que se le hizo entrega del volumen de estudios Porque eres, a la par, uno y diverso. Estudios literarios y teatrales en homenaje al profesor Antonio Sánchez Trigueros, que incluye una parte dedicada al estudio de su trayectoria profesional.
El 5 de junio de 2015 recibió el Premio Pozo de Plata otorgado por el Patronato Federico García Lorca de la Diputación de Granada.

## Libros y ediciones
- El modernismo en la poesía andaluza. La obra del malagueño José Sánchez Rodríguez y los comienzos de Juan R. Jiménez y Francisco Villaespesa. Universidad de Granada. 1974.
- Francisco Villaespesa y su primera obra poética (1897-1900). Universidad de Granada. 1974.
- Cartas de Juan R. Jiménez al poeta malagueño José Sánchez Rodríguez (Relaciones literarias entre dos jóvenes poetas). Granada, Don Quijote. 1984.
- Homenaje al profesor Antonio Gallego Morell (Edición en colaboración con C. Argente, A. de la Granja y J. Martínez). Universidad de Granada. 1989.
- Introducción a la Semiótica (Edición en colaboración con José Valles Calatrava). Almería, Diputación Provincial de Almería. 1992.
- Francisco Ayala, teórico y crítico literario. Actas del Simposio celebrado en Granada, noviembre, 1991 (Edición en colaboración con Antonio Chicharro Chamorro). Granada, Diputación Provincial de Granada. 1992.
- José Sánchez Rodríguez: Alma Andaluza (Poesías completas). (Estudio preliminar por Richard A. Cardwell. Edición, introducción, biografía y bibliografía por Antonio Sánchez Trigueros). Universidad de Granada. 1996.
- Enrique Molina Campos, Suite del enamorado y otros poemas (Edición de Antonio Sánchez Trigueros). Granada, Diputación Provincial de Granada. 1996.
- Ganivet y el 98. Actas del Congreso Internacional (Granada, 27-31 de octubre de 1998). Granada, Universidad de Granada, 2000. [Editores: Antonio Gallego Morell y Antonio Sánchez Trigueros]. Universidad de Granada. 2000.
- Miradas y voces de fin de siglo. Actas de VIII Congreso Internacional de la Asociación Española de Semiótica. (Granada, diciembre 1998), 2 vols.[Editores: Mª Ángeles Grande Rosales, Mª José Sánchez Montes y Antonio Sánchez Trigueros]. Granada, Grupo Editorial Universitario. 2000.
- Francisco Ayala, escritor universal (Edición en colaboración con Manuel Ángel Vázquez Medel). Sevilla, Alfar. 2001.
- El tiempo y yo. Encuentro con Francisco Ayala y su obra (Edición en colaboración con Manuel Ángel Vázquez Medel). Sevilla, Alfar. 2004.
- La verdad de las máscaras. Teatro y vanguardia en Federico García Lorca (Edición en colaboración con Antonio Chicharro). Salobreña. Alhulia, col, Mirto Academia. 2005.
- Los libros y los días. El palco del Hechizado. Salobreña. Alhulia, col, Mirto Academia. 2005.
- Juan Ramón Jiménez, Primeras prosas (Edición de Antonio Sánchez Trigueros). Madrid, Espasa Calpe. 2005.
- Francisco Ayala y América (Edición en colaboración con Manuel Ángel Vázquez Medel). Sevilla, Alfar. 2007.
- Teatro y escena. La poética del silencio y otros ensayos. Salobreña. Alhulia, col, Mirto Academia. 2008.
- La pluma en el dintel. Universidad de Granada. 2008.
- El concepto de sujeto literario y otros ensayos. Madrid, Biblioteca Nueva. 2013.